# Маунт Чарлстон (Невада)
Маунт Чарлстон (енгл. Mount Charleston) насељено је место без административног статуса у америчкој савезној држави Невада.

## Демографија
По попису из 2010. године број становника је 357, што је 72 (25,3%) становника више него 2000. године.
| Група             | 2000.       | 2010.       |
| Белци             | 271 (95,1%) | 313 (87,7%) |
| Афроамериканци    | 3 (1,1%)    | 2 (0,6%)    |
| Азијати           | 0 (0,0%)    | 4 (1,1%)    |
| Хиспаноамериканци | 7 (2,5%)    | 20 (5,6%)   |
| Укупно            | 285         | 357         |